# Bohotin
Bohotin – wieś w Rumunii, w okręgu Jassy, w gminie Răducăneni. W 2011 roku liczyła 1240 mieszkańców.